# Diagramme couleur-magnitude des galaxies
Pour les articles homonymes, voir Diagramme couleur-magnitude.

Maquette simplifiée du diagramme couleur-magnitude des galaxies, mettant en évidence trois populations : la séquence rouge, le nuage bleu et la vallée verte.

Le diagramme couleur-magnitude des galaxies montre la relation entre la magnitude absolue, la luminosité et la masse des galaxies. C'est en 2003 qu'Eric F. Bell et al., lors de l'étude COMBO-17 ont présenté la description préliminaire des trois zones de ce diagramme qui clarifia la distribution bimodale des galaxies rouges et bleues ressortant de l'analyse des données de l'étude Sloan Digital Sky Survey et même des analyses morphologiques des galaxies de Gérard de Vaucouleurs de 1961.
Trois caractéristiques principales ressortent de ce diagramme :
- la séquence rouge ;
- la vallée verte ;
- le nuage bleu.

La séquence rouge comprend principalement des galaxies rouges qui sont généralement des galaxies elliptiques. Le nuage bleu contient essentiellement des galaxies bleues qui sont en général des galaxies spirales. Entre les deux populations, il existe un espace sous-peuplé connu sous le nom de vallée verte qui comporte un certain nombre de galaxies spirales rouges. À la différence du diagramme de Hertzsprung-Russell
, comparable pour les étoiles, les propriétés des galaxies ne sont pas nécessairement entièrement déterminées par leur place sur le diagramme couleur magnitude. Le diagramme montre également une évolution considérable au cours du temps. Plus tôt au cours de l'évolution  de l'univers, le lien entre la couleur et la magnitude de la séquence rouge était plus constant, et le nuage bleu n'était pas uniformément distribué mais présentait des progressions séquentielles.